# Abkhaze
Cet article concerne la langue abkhaze. Pour le peuple abkhaze, voir Abkhazes.
L'abkhaze (аԥсуа бызшәа) est une langue caucasienne parlée principalement dans le Caucase, en Abkhazie, où elle est langue officielle.

## Classification
L'abkhaze est une langue caucasienne du groupe abkhazo-adygien.

## Répartition géographique
L'abkhaze est parlé par environ 101 000 personnes en Abkhazie, par 4 000 personnes en Turquie et quelques centaines en Ukraine.
L'abkhaze est une des deux langues officielles de l’Abkhazie, avec le géorgien selon  la constitution géorgienne au sein de la Géorgie, avec le russe selon la République d'Abkhazie. 

### Dialectes
L'abkhaze possède trois dialectes principaux :
- le dialecte bzâp au nord de l'Abkhazie (en abkhaze : бзыҧ) ;
- le dialecte abz'âwa (абжьыуа) au sud de l'Abkhazie ;
- le dialecte sadz, parlé en Turquie.

Le dialecte abz'âwa sert de base à la langue littéraire abkhaze.

## Caractéristiques
L'abkhaze, comme la plupart des langues du Caucase, est très riche en consonnes, mais ne comporte que deux voyelles distinctes, desquelles se forment des allophones. L'abkhaze est une langue agglutinante, comme toutes les langues du nord du Caucase. Son système de verbes est très complexe, mais son système de noms est assez simple. Il n'y a que deux cas en abkhaze, le nominatif et l'adverbial.

## Écriture
L'abkhaze utilise une variante de l'alphabet cyrillique introduite en 1954 après le souhait formulé par les Abkhazes de ne plus utiliser l'alphabet géorgien.
Le plus ancien document écrit en abkhaze date du XVIIe siècle. Il s'agit d'un texte utilisant l'alphabet arabe, recueilli par le voyageur turc Evliya Çelebi. L'abkhaze a été utilisé en tant que langue littéraire seulement depuis 100 ans. Durant la période stalinienne en Union soviétique, il était interdit d'utiliser l'abkhaze dans les productions littéraires.
Les lettres Ҕ, Ӄ, Ҧ et Ꚋ étaient utilisées à la place de Ӷ, Қ, Ԥ et Ҭ.
| Lettre  | Translittération | Prononciation (API)     |
| ------- | ---------------- | ----------------------- |
| А а     | a                | /a/; /aː/(< */ʕa, aʕ/)  |
| Б б     | b                | /b/                     |
| В в     | v                | /v/                     |
| Г г     | g                | /ɡ/                     |
| Гь гь   | g'               | /ɡʲ/                    |
| Гә гә   | g°               | /ɡʷ/                    |
| Ӷ ӷ     | ġ                | /ɣ ~ ʁ/                 |
| Ӷь ӷь   | ġ'               | /ɣʲ ~ ʁʲ/               |
| Ӷә ӷә   | ġ°               | /ɣʷ ~ ʁʷ/               |
| Д д     | d                | /d/                     |
| Дә дә   | d°               | /dʷ/ [d͡b]               |
| Е е     | e                | /ɛ/                     |
| Ж ж     | ž                | /ʐ/                     |
| Жь жь   | ž'               | /ʒ/                     |
| Жә жә   | ž°               | /ʒʷ/                    |
| З з     | z                | /z/                     |
| (Зь зь) |                  | /ʑ/                     |
| Ӡ ӡ     | ʒ                | /d͡z/                    |
| Ӡә ӡә   | ʒ°               | /d͡ʑʷ/                   |
| (ӠЬ ӡь) |                  | /d͡ʑ/                    |
| И и     | i                | /j, jɨ, ɨj/ [j, jə, iː] |
| К к     | k                | /kʼ/                    |
| Кь кь   | k'               | /kʼʲ/                   |
| Кә кә   | k°               | /kʼʷ/                   |
| Қ қ     | k̢                | /kʰ/                    |
| Қь қь   | k̢'               | /kʲʰ/                   |
| Қә қә   | k̢°               | /kʷʰ/                   |
| Ҟ ҟ     | k̄                | /qʼ/                    |
| Ҟь ҟь   | k̄'               | /qʼʲ/                   |
| Ҟә ҟә   | k̄°               | /qʼʷ/                   |
| Л л     | l                | /l/                     |
| М м     | m                | /m/                     |
| Н н     | n                | /n/                     |
| О о     | o                | /wa, aw/ [o]            |
| П п     | p                | /pʼ/                    |
| Ԥ ԥ     | ṗ                | /pʰ/                    |
| Р р     | r                | /r/                     |
| С с     | s                | /s/                     |
| (Сь сь) |                  | /ɕ/                     |
| Т т     | t                | /tʼ/                    |
| Тә тә   | t°               | /tʼʷ/ [tʼ͡pʼ]            |
| Ҭ ҭ     | t̢                | /tʰ/                    |
| Ҭә ҭә   | t̢°               | /tʷʰ/ [t͡pʰ]             |
| У у     | u                | /w, wɨ, ɨw/ [w, wə, uː] |
| Ф ф     | f                | /f/                     |
| Х х     | x                | /x ~ χ/                 |
| Хь хь   | x'               | /xʲ ~ χʲ/               |
| Хә хә   | x°               | /xʷ ~ χʷ/               |
| (Х' х') |                  | /χ ~ χˤ/                |
| Ҳ ҳ     | x̢                | /ħ/                     |
| Ҳә ҳә   | x̢°               | /ħʷ/                    |
| Ц ц     | c                | /t͡sʰ/                   |
| Цә цә   | c°               | /t͡ɕʷʰ/                  |
| (Ць ць) |                  | /t͡ɕʰ/                   |
| Ҵ ҵ     | c̄                | /t͡sʼ/                   |
| Ҵә ҵә   | c̄°               | /t͡ɕʼʷ/                  |
| (Ҵь ҵь) |                  | /t͡ɕʼ/                   |
| Ч ч     | č                | /t͡ʃʰ/                   |
| Ҷ ҷ     | č̢                | /t͡ʃʼ/                   |
| Ҽ ҽ     | ċ                | /t͡ʂʰ/                   |
| Ҿ ҿ     | ċ̨                | /t͡ʂʼ/                   |
| Ш ш     | š                | /ʂ/                     |
| Шь шь   | š'               | /ʃ/                     |
| Шә шә   | š°               | /ʃʷ/                    |
| Ы ы     | y                | /ɨ/                     |
| Ҩ ҩ     | o̩                | /ɥ ~ ɥˤ/(< */ʕʷ/)       |
| Џ џ     | ǰ                | /d͡ʐ/                    |
| Џь џь   | ǰ'               | /d͡ʒ/                    |